# 319. п. н. е.

## Смрти
Антипатер